# Β-cariofillene
Il β-cariofillene è un sesquiterpene biciclico naturale, presente in molti oli essenziali. Nella molecola è presente un anello del ciclobutano, una rarità nelle sostanze organiche naturali. Notevole anche il fatto che l'altro anello fuso a 9 membri presenti un doppio legame in configurazione trans. La sintesi totale del cariofillene fu effettuata dal chimico E. J.  Corey nel 1964.